# Diskografie Europe
Toto je diskografie švédské skupiny Europe. Europe vydali 9 studiových alb, 27 singlů, 3 koncertní alba, jedno EP, 17 videoklipů a 8 video alb. V tomto seznamu nejsou zahrnuty sólové projekty.

## Studiová alba
| 1983                                                    | Europe - Vydáno: 24. února 1983 - Vydavatelství: Hot Records - Nosiše: CD, MC, LP            | 8  | —  | —  | —  | —   | —  | —  | —  | —  | —  | —   | —  | —  |                                           |
| 1984                                                    | Wings of Tomorrow - Vydáno: 24. února 1984 - Vydavatelství: Hot Records - Nosiče: CD, MC, LP | 20 | —  | —  | —  | —   | —  | —  | —  | —  | —  | —   | —  | —  |                                           |
| 1986                                                    | The Final Countdown - Vydáno: 26. května 1986 - Vydavatel: Epic Records - Nosiče: CD, MC, LP | 1  | —  | 5  | 2  | —   | 6  | 2  | —  | 4  | 1  | 9   | 8  | —  | US: 3× Platinum CAN: 2× Platinum UK: Gold |
| 1988                                                    | Out of This World - Vydáno: 9. srpna 1988 - Vydavatel: Epic Records - Nosiče: CD, MC, LP     | 1  | 28 | 16 | 30 | —   | 10 | 8  | —  | 1  | 3  | 12  | 19 | —  | US: Platinum CAN: Gold                    |
| 1991                                                    | Prisoners in Paradise - Vydáno: 23. září 1991 - Label: Epic Records - Formats: CD, MC, LP    | 9  | —  | 32 | —  | —   | —  | —  | —  | 18 | 17 | 61  | —  | —  |                                           |
| 2004                                                    | Start from the Dark - Vydáno: 22. září 2004 - Vydavatel: Sanctuary Records - Nosiče: CD      | 2  | —  | —  | —  | 114 | —  | —  | 86 | —  | 91 | —   | —  | —  |                                           |
| 2006                                                    | Secret Society - Vydáno: 25. října 2006 - Vydavatel: Sanctuary Records - Nosiče: CD          | 4  | —  | —  | —  | 195 | —  | 41 | —  | —  | 93 | —   | —  | 70 |                                           |
| 2009                                                    | Last Look at Eden - Vydáno: 9. září 2009 - Vydavatel: Universal, earMUSIC - Nosiče: CD       | 1  | —  | —  | —  | 86  | 31 | 37 | —  | —  | 29 | 125 | —  | —  | SWE: Gold                                 |
| „—“ značí vydání, která se neumístila v dané hitparádě. |                                                                                              |    |    |    |    |     |    |    |    |    |    |     |    |    |                                           |

## Koncertní alba
| 2004                                                    | The Final Countdown Tour 1986 - Vydáno: 16. prosince 2004 - Vydavatel: JVC Victor - Nosič: CD | —  |
| 2007                                                    | Extended Versions - Vydáno: 27. března 2007 - Vydavatel: BMG Special Products - Nosič: CD     | —  |
| 2008                                                    | Almost Unplugged - Vydáno: 17. září 2008 - Vydavatel: Hell&Back - Nosiče: CD, LP              | 23 |
| „—“ značí vydání, která se neumístila v dané hitparádě. |                                                                                               |    |

## Kompilační alba
| 1993                                                    | 1982–1992 - Vydáno: 19. března 1993 - Vydavatel: Epic Records - Nosiče: CD, MC, LP                                | 47 | —  | 82 | — | 82 | 18 | — | SWE: Gold |
| 1999                                                    | 1982–2000 - Vydáno: prosinec 1999 - Vydavatel: Sony Music - Nosiče: CD, MC, LP                                    | —  | —  | —  | — | —  | —  | — |           |
| 2004                                                    | Rock the Night: The Very Best of Europe - Vydáno: 3. března 2004 - Vydavatel: Sony Music - Nosiče: CD, LP         | 2  | 11 | —  | 5 | —  | —  | 3 | SWE: Gold |
| 2009                                                    | The Final Countdown: The Best of Europe - Released: 1 June, 2009 - Label: Sony Music, Camden Deluxe - Formats: CD | —  | —  | —  | — | —  | —  | — |           |
| „—“ značí vydání, která se neumístila v dané hitparádě. | |    |    |    |   |    |    |   |           |

## Extended play
| Rok  | Název                                                                   |
| ---- | ----------------------------------------------------------------------- |
| 1985 | On the Loose - Vydáno: duben 1985 - Vydavatel: Epic Records - Nosič: LP |

## Singly
| 1983                                                    | "Seven Doors Hotel"        | —  | —  | —  | —  | —  | —  | —  | —  | —  | —  | —  | —  | —  | —   | Europe                |
| 1983                                                    | "Lyin' Eyes"               | —  | —  | —  | —  | —  | —  | —  | —  | —  | —  | —  | —  | —  | —   | Wings of Tomorrow     |
| 1984                                                    | "Dreamer"                  | —  | —  | —  | —  | —  | —  | —  | —  | —  | —  | —  | —  | —  | —   | Wings of Tomorrow     |
| 1984                                                    | "Stormwind"                | —  | —  | —  | —  | —  | —  | —  | —  | —  | —  | —  | —  | —  | —   | Wings of Tomorrow     |
| 1984                                                    | "Open Your Heart"          | —  | —  | —  | —  | —  | —  | —  | —  | —  | —  | —  | —  | —  | —   | Wings of Tomorrow     |
| 1985                                                    | "Rock the Night"           | 4  | —  | —  | —  | —  | —  | —  | —  | —  | —  | —  | —  | —  | —   | On the Loose          |
| 1986                                                    | "The Final Countdown"      | 1  | 2  | 1  | 5  | 1  | 1  | 1  | 1  | 4  | 1  | 1  | 8  | 18 | —   | The Final Countdown   |
| 1986                                                    | "Love Chaser"              | —  | —  | —  | —  | —  | —  | —  | —  | —  | —  | —  | —  | —  | —   | The Final Countdown   |
| 1986                                                    | "Rock the Night"           | —  | 22 | 11 | 64 | 7  | 17 | 9  | 4  | —  | 6  | 12 | 30 | 22 | —   | The Final Countdown   |
| 1987                                                    | "Carrie"                   | —  | —  | 15 | 9  | 11 | 22 | 10 | 11 | —  | 10 | 22 | 3  | 35 | —   | The Final Countdown   |
| 1987                                                    | "Cherokee"                 | —  | —  | —  | —  | —  | —  | —  | —  | —  | —  | —  | 72 | —  | —   | The Final Countdown   |
| 1988                                                    | "Superstitious"            | 1  | 45 | —  | 35 | 33 | 21 | 24 | 10 | 1  | 9  | 34 | 31 | 9  | —   | Out of This World     |
| 1988                                                    | "Open Your Heart"          | —  | —  | —  | —  | —  | —  | —  | —  | —  | —  | 86 | —  | —  | —   | Out of This World     |
| 1989                                                    | "Let the Good Times Rock"  | —  | —  | —  | —  | —  | —  | —  | —  | —  | —  | 85 | —  | —  | —   | Out of This World     |
| 1989                                                    | "More Than Meets the Eye"  | —  | —  | —  | —  | —  | —  | —  | —  | —  | —  | —  | —  | —  | —   | Out of This World     |
| 1989                                                    | "Sign of the Times"        | —  | —  | —  | —  | —  | —  | —  | —  | —  | —  | —  | —  | —  | —   | Out of This World     |
| 1989                                                    | "Tomorrow"                 | —  | —  | —  | —  | —  | —  | —  | —  | —  | —  | —  | —  | —  | —   | Out of This World     |
| 1991                                                    | "Prisoners in Paradise"    | 8  | —  | —  | —  | —  | —  | —  | —  | —  | —  | —  | —  | —  | —   | Prisoners in Paradise |
| 1991                                                    | "I'll Cry for You"         | —  | —  | —  | —  | —  | —  | —  | —  | —  | —  | 28 | —  | —  | —   | Prisoners in Paradise |
| 1992                                                    | "Halfway to Heaven"        | —  | —  | —  | —  | —  | —  | —  | —  | —  | —  | 42 | —  | —  | —   | Prisoners in Paradise |
| 1993                                                    | "Sweet Love Child"         | —  | —  | —  | —  | —  | —  | —  | —  | —  | —  | —  | —  | —  | —   | 1982–1992             |
| 1999                                                    | "The Final Countdown 2000" | 6  | 33 | —  | —  | —  | 35 | 49 | —  | 12 | 33 | 36 | —  | —  | —   | 1982–2000             |
| 2004                                                    | "Got to Have Faith"        | 21 | —  | —  | —  | —  | —  | —  | —  | —  | —  | —  | —  | —  | —   | Start from the Dark   |
| 2004                                                    | "Hero"                     | —  | —  | —  | —  | —  | —  | —  | —  | —  | —  | —  | —  | —  | —   | Start from the Dark   |
| 2006                                                    | "Always the Pretenders"    | 2  | —  | —  | —  | —  | —  | —  | —  | —  | —  | —  | —  | —  | 100 | Secret Society        |
| 2009                                                    | "Last Look at Eden"        | 50 | —  | —  | —  | —  | —  | —  | —  | —  | —  | —  | —  | —  | —   | Last Look at Eden     |
| 2009                                                    | "New Love in Town"         | 15 | —  | —  | —  | —  | —  | —  | —  | —  | —  | —  | —  | —  | —   | Last Look at Eden     |
| „—“ značí vydání, která se neumístila v dané hitparádě. |                            |    |    |    |    |    |    |    |    |    |    |    |    |    |     |                       |

## Video alba
| Rok  | Název |
| ---- | --- |
| 1986 | The Final Countdown Tour 1986 - Vydáno: 1986 22. září 2004 - Vydavatel: Victor Entertainment - Nosiče: VHS, DVD                                        |
| 1987 | The Final Countdown - Vydáno: 1987 - Vydavatel: CBS/Fox Video - Nosiče: VHS                                                                            |
| 1987 | The Final Countdown World Tour - Vydáno: 1987 - Vydavatel: CMV Enterprises - Nosiče: VHS, Laserdisc                                                    |
| 1987 | Europe in America - Vydáno: 1987 - Vydavatel: PolyGram - Nosiče: VHS, Laserdisc                                                                        |
| 2004 | Rock the Night: Collectors Edition - Vydáno: 3. března 2004 - Vydavatel: Sony Music - Nosiče: DVD                                                      |
| 2005 | Live from the Dark - Vydáno: 18. listopadu 2005 - Vydavatel: Warner Bros. Entertainment - Nosiče: DVD                                                  |
| 2006 | The Final Countdown Tour 1986: Live in Sweden – 20th Anniversary Edition - Vydáno: 4. října 2006 - Vydavatel: Warner Bros. Entertainment - Nosiče: DVD |
| 2009 | Almost Unplugged - Vydáno: 19. srpna 2009 - Vydavatel: Warner Home Video - Nosiče: DVD                                                                 |
| 2011 | Live at Shepherd's Bush, London - Vydáno: 15. srpna 2011 - Vydavatel: Nordisk Film - Nosiče: DVD, Blu-ray                                              |

## Videoklipy
| Rok  | Název                      | Režiséři                 |
| ---- | -------------------------- | ------------------------ |
| 1983 | "In the Future to Come"    |                          |
| 1986 | "The Final Countdown"      | Nick Morris              |
| 1986 | "Rock the Night"           | Nick Morris              |
| 1986 | "Carrie"                   | Nick Morris              |
| 1987 | "Cherokee"                 | Nick Morris              |
| 1988 | "Superstitious"            | Nick Morris              |
| 1988 | "Open Your Heart"          | Jean Pellerin Doug Freel |
| 1988 | "Let the Good Times Rock"  | Nick Morris              |
| 1991 | "Prisoners in Paradise"    | Nick Morris              |
| 1991 | "I'll Cry for You"         | Phil Tuckett             |
| 1992 | "Halfway to Heaven"        |                          |
| 1999 | "The Final Countdown 2000" |                          |
| 2004 | "Got to Have Faith"        | Micadelica               |
| 2004 | "Hero"                     | Ligistfilm               |
| 2006 | "Always the Pretenders"    | Micadelica               |
| 2009 | "Last Look at Eden"        | Patric Ullaeus           |
| 2009 | "New Love in Town"         | Patric Ullaeus           |